# Maastricht (geologie)
Maastricht je posledním geologickým stupněm (či věkem) druhohorní éry a křídové periody. Zahrnuje zhruba posledních 6 milionů let druhohor (před 72,1–66,0 Ma). Název dostal podle nizozemského města stejného jména, v jehož okolí jsou objevovány sedimenty právě tohoto stáří. Toto období končí velkým hromadným vymíráním na konci křídy.

## Podnebí
V průběhu pozdního maastrichtu (asi před 68,5 až 66,25 milionu let) dochází k celkovému globálnímu ochlazení klimatu. Oteplování pak nastává až zhruba 250 000 let před velkým vymíráním na konci křídy.

## Obratlovci tohoto období

### Obojživelníci
| Taxon                               | Výskyt                                   | Místo                    | Popis                                               | Obrázek |
| ----------------------------------- | ---------------------------------------- | ------------------------ | --------------------------------------------------- | ------- |
| - †Beelzebufo - †Beelzebufo ampinga | Souvrství Maevarano, před 70 miliony let | Madagaskar               | Obří žába, dosahující 40 cm délky a 4 kg hmotnosti. |         |
| - †Albanerpeton                     | Svrchní křída až pozdní pliocén          | Evropa a Severní Amerika | Poměrně robustní „mlokovitý“ obojživelník.          |         |

### †Ankylosauria
| Taxon                                         | Výskyt                                                  | Místo                          | Popis                                                    | Obrázek |
| --------------------------------------------- | ------------------------------------------------------- | ------------------------------ | -------------------------------------------------------- | ------- |
| - †Ankylosaurus - †Ankylosaurus magniventris  | Souvrství Hell Creek, před 68–66 mil. let               | Montana, USA                   | Mohutný čtvernohý býložravec, největší zástupce skupiny. |         |
| - †Edmontonia                                 | Souvrství Horseshoe Canyon, před 76–71 mil. let         | Alberta, Kanada a Montana, USA | Velký obrněný dinosaurus.                                |         |
| - †Euoplocephalus - †Euoplocephalus tutus     | Souvrství Dinosaur Park a jiné, asi před 76–67 mil. let | Alberta a Montana              | Velký čtyřnohý obrněný dinosaurus.                       |         |
| - †Glyptodontopelta - †Glyptodontopelta mimus | Souvrství Ojo Alamo, svrchní křída                      | Nové Mexiko                    | Velký nodosaurid.                                        |         |
| - †Struthiosaurus                             | Kampán-maastricht                                       | Rakousko, Rumunsko, Francie    | Malý nodosaurid, délka asi 2,2 metru.                    |         |
| - †Tarchia - †Tarchia gigantea                | Souvrství Barun Goyot                                   | Mongolsko                      | Jeden z největších ankylosauridů, délka až 8,5 metru.    |         |

### Ptáci
| Taxon                                         | Výskyt                    | Místo             | Popis                                                                      | Obrázek |
| --------------------------------------------- | ------------------------- | ----------------- | -------------------------------------------------------------------------- | ------- |
| - †Anatalavis - †Anatalavis rex               |                           |                   |                                                                            |         |
| - †Asteriornis - †Asteriornis maastrichtensis | Před 66,7 milionu let     | Belgie            | Primitivní zástupce kladu Neornithes, mající blízko ke kladu Galloanserae. |         |
| - †Avisaurus - †Avisaurus archibaldi          |                           |                   |                                                                            |         |
| - †Canadaga - †Canadaga arctica               |                           |                   |                                                                            |         |
| - †Ceramornis - †Ceramornis major             |                           |                   |                                                                            |         |
| - †"Cimolopteryx"                             |                           |                   |                                                                            |         |
| - †Enantiornis - †Enantiornis leali           |                           |                   |                                                                            |         |
| - †Gargantuavis - †Gargantuavis philoinos     | Před 71 až 66 miliony let | Francie, Rumunsko | Největší známý nelétavý křídový pták, odhadovaná hmotnost až kolem 150 kg. |         |
| - †Graculavus                                 |                           |                   |                                                                            |         |
| - †Hesperornis                                |                           |                   |                                                                            |         |
| - †Judinornis - †Judinornis nogontsavensis    |                           |                   |                                                                            |         |
| - †Laornis - †Laornis edvardsianus            |                           |                   |                                                                            |         |
| - †Lectavis - †Lectavis bretincola            |                           |                   |                                                                            |         |
| - †Neogaeornis - †Neogaeornis wetzeli         |                           |                   |                                                                            |         |
| - †Palaeotringa                               |                           |                   |                                                                            |         |
| - †Palintropus - †Palintropus retusus         |                           |                   |                                                                            |         |
| - †Potamornis - †Potamornis skutchi           |                           |                   |                                                                            |         |
| - †Telmatornis                                |                           |                   |                                                                            |         |
| - †Tytthostonyx - †Tytthostonyx glauconiticus |                           |                   |                                                                            |         |
| - †Vegavis - †Vegavis iaai                    | Před 66,5 milionu let     | Antarktida        | Zástupce čeledi Vegaavidae.                                                |         |

### Chrupavčité ryby
| Taxon                | Výskyt | Místo | Popis | Obrázek |
| -------------------- | ------ | ----- | ----- | ------- |
| - †Coupatezia        |        |       |       |         |
| - †Ctenopristis      |        |       |       |         |
| - †Dalpiazia         |        |       |       |         |
| - †Ganopristis       |        |       |       |         |
| - †Gibbechinorhinus  |        |       |       |         |
| - †Igdabatis         |        |       |       |         |
| - †Microetmopterus   |        |       |       |         |
| - †Paraginglymostoma |        |       |       |         |
| - †Parasquatina      |        |       |       |         |
| - †Proetmopterus     |        |       |       |         |
| - †Pucabatis         |        |       |       |         |
| - †Pucapristis       |        |       |       |         |
| - Raja               |        |       |       |         |
| - †Rhombodus         |        |       |       |         |
| - †Schizorhiza       |        |       |       |         |

### †Ceratopsiani
| Taxon                                                           | Výskyt                    | Místo           | Popis                   | Obrázek |
| --------------------------------------------------------------- | ------------------------- | --------------- | ----------------------- | ------- |
| - †Anchiceratops 1. †Anchiceratops ornatus                      |                           |                 |                         |         |
| - †Arrhinoceratops 1. †Arrhinoceratops brachyops                |                           |                 |                         |         |
| - †Nedoceratops 1. †Nedoceratops hatcheri                       |                           |                 |                         |         |
| - †Eotriceratops 1. †Eotriceratops xerinsularis                 | Před 68 až 67 miliony let | Alberta, Kanada | Obří rohatý dinosaurus. |         |
| - †Leptoceratops 1. †Leptoceratops gracilis                     |                           |                 |                         |         |
| - †Montanoceratops 1. †Montanoceratops cerorhynchos             |                           |                 |                         |         |
| - †Pachyrhinosaurus 1. †Pachyrhinosaurus canadensis             |                           |                 |                         |         |
| - †Pentaceratops                                                |                           |                 |                         |         |
| - †Torosaurus 1. †Torosaurus latus                              | Před 68 až 66 miliony let | Severní Amerika | Obří rohatý dinosaurus. |         |
| - †Triceratops 1. †Triceratops horridus 2. †Triceratops prorsus | Před 68 až 66 miliony let | Severní Amerika | Obří rohatý dinosaurus. |         |

### Krokodýli
| Taxon              | Výskyt | Místo | Popis | Obrázek |
| ------------------ | ------ | ----- | ----- | ------- |
| - †Dyrosaurus      |        |       |       |         |
| - †Hyposaurus      |        |       |       |         |
| - †Mahajangasuchus |        |       |       |         |

### Kostnaté ryby
| Taxon              | Výskyt | Místo | Popis | Obrázek |
| ------------------ | ------ | ----- | ----- | ------- |
| - Arius            |        |       |       |         |
| - †Congorhynchus   |        |       |       |         |
| - †Coriops         |        |       |       |         |
| - †Eodiaphyodus    |        |       |       |         |
| - †Gasteroclupea   |        |       |       |         |
| - †Goudkoffia      |        |       |       |         |
| - †Hemilampronites |        |       |       |         |
| - †Kankatodus      |        |       |       |         |
| - †Natlandia       |        |       |       |         |

### Savci
| Taxon             | Výskyt  | Místo | Popis | Obrázek |
| ----------------- | ------- | ----- | ----- | ------- |
| - †Didelphodon    |         |       |       |         |
| - †Purgatorius    | Montana |       |       |         |
| - †Zalambdalestes |         |       |       |         |

### †Ornithopoda
| †Ornitopodi                                                                                             | †Ornitopodi                                         | †Ornitopodi            | †Ornitopodi                                         | †Ornitopodi |
| Taxon                                                                                                   | Výskyt                                              | Místo                  | Popis                                               | Obrázek     |
| --- | --------------------------------------------------- | ---------------------- | --------------------------------------------------- | ----------- |
| - †Amurosaurus 1. †Amurosaurus riabinini                                                                |                                                     |                        |                                                     |             |
| - †Anasazisaurus 1. †Anasazisaurus horneri                                                              |                                                     |                        |                                                     |             |
| - †Anatotitan 1. †Anatotitan copei                                                                      | Asi před 68–65,5 miliony let, souvrství Hell Creek. | Západ Severní Ameriky. | Velký hadrosaurid, délka až 12 metrů.               |             |
| - †Barsboldia 1. †Barsboldia sicinskii                                                                  |                                                     |                        |                                                     |             |
| - †Charonosaurus 1. †Charonosaurus jiayinensis                                                          |                                                     | Dálný Východ (Rusko)   | Velký hadrosaurid s výrazným lebečním hřebenem.     |             |
| - †Edmontosaurus 1. †Edmontosaurus regalis 2. †Edmontosaurus annectens 3. †Edmontosaurus sakatchewansis |                                                     |                        |                                                     |             |
| - †Gilmoreosaurus                                                                                       |                                                     |                        |                                                     |             |
| - †Hypacrosaurus 1. †Hypacrosaurus altispinus                                                           |                                                     |                        |                                                     |             |
| - †Kerberosaurus 1. †Kerberosaurus manakini                                                             |                                                     |                        |                                                     |             |
| - †Koutalisaurus 1. †Koutalisaurus kohlerorum                                                           |                                                     |                        |                                                     |             |
| - †Microhadrosaurus 1. †Microhadrosaurus nanshiungensis                                                 |                                                     |                        |                                                     |             |
| - †Nanningosaurus 1. †Nanningosaurus dashiensis                                                         |                                                     |                        |                                                     |             |
| - †Olorotitan 1. †Olorotitan arhanensis                                                                 |                                                     |                        |                                                     |             |
| - †Orthomerus 1. †Orthomerus dolloi                                                                     |                                                     |                        |                                                     |             |
| - †Pararhabdodon 1. †Pararhabdodon isonensis                                                            |                                                     |                        |                                                     |             |
| - †Parksosaurus 1. †Parksosaurus warreni                                                                |                                                     |                        |                                                     |             |
| - †Rhabdodon 1. †Rhabdodon priscus 2. †Rhabdodon septimanicus                                           |                                                     |                        |                                                     |             |
| - †Sahaliyania 1. †Sahaliyania elunchunorum                                                             |                                                     |                        |                                                     |             |
| - †Saurolophus 1. †Saurolophus osborni                                                                  |                                                     |                        |                                                     |             |
| - †Secernosaurus 1. †Secernosaurus koerneri                                                             |                                                     |                        |                                                     |             |
| - †Shantungosaurus 1. †Shantungosaurus giganteus                                                        | Asi před 70 miliony let.                            | Čína                   | Jeden z největších hadrosauridů, délka až 15 metrů. |             |
| - †Tanius 1. †Tanius sinensis                                                                           |                                                     |                        |                                                     |             |
| - †Talenkauen 1. †Talenkauen santacrucensis                                                             |                                                     |                        |                                                     |             |
| - †Telmatosaurus 1. †Telmatosaurus transsylvanicus                                                      |                                                     |                        |                                                     |             |
| - †Thescelosaurus 1. †Thescelosaurus garbanii 2. †Thescelosaurus neglectus                              | Souvrství Hell Creek, asi před 68–65,5 miliony let. | Montana, USA           | Menší ornitopod, délka asi 4 metry.                 |             |
| - †Thespesius 1. †Thespesius occidentalis                                                               |                                                     |                        |                                                     |             |
| - †Wulagasaurus 1. †Wulagasaurus dongi                                                                  |                                                     |                        |                                                     |             |
| - †Zalmoxes 1. †Zalmoxes robustus 2. †Zalmoxes shqiperorum                                              |                                                     |                        |                                                     |             |

### †Pachycephalosauria
| Taxon | Výskyt | Místo | Popis | Obrázek |
| --- | ------ | ----- | ----- | ------- |
| - †Dracorex 1. †Dracorex hogwartsia                                                                                      |        |       |       |         |
| - †Pachycephalosaurus 1. †Pachycephalosaurus wyomingensis                                                                |        |       |       |         |
| - †Prenocephale 1. †Prenocephale prenes 2. †Prenocephale brevis 3. †Prenocephale edmontonensis 4. †Prenocephale goodwini |        |       |       |         |
| - †Sphaerotholus 1. †Sphaerotholus bucholtzae                                                                            |        |       |       |         |
| - †Stygimoloch 1. †Stygimoloch spinifer                                                                                  |        |       |       |         |

### †Plesiosauria
| Taxon                                                 | Výskyt | Místo | Popis | Obrázek |
| ----------------------------------------------------- | ------ | ----- | ----- | ------- |
| - †Aristonectes                                       |        |       |       |         |
| - †Elasmosaurus                                       |        |       |       |         |
| - †Hydrotherosaurus 1. - †Hydrotherosaurus alexandrae |        |       |       |         |
| - †Turneria                                           |        |       |       |         |

### †Ptakoještěři
| †Ptakoještěři                                  | †Ptakoještěři | †Ptakoještěři                    | †Ptakoještěři                                                      | †Ptakoještěři |
| Taxon                                          | Výskyt        | Místo                            | Popis                                                              | Obrázek       |
| ---------------------------------------------- | ------------- | -------------------------------- | ------------------------------------------------------------------ | ------------- |
| - †Hatzegopteryx 1. †Hatzegopteryx thambema    |               | Souvrství Densus-Ciula, Rumunsko | Jeden z největších ptakoještěrů, rozpětí křídel kolem 12 metrů.    |               |
| - †Nyctosaurus 1. †N. lamegoi 2. †N. gracilis  |               | Severní Amerika                  |                                                                    |               |
| - †Quetzalcoatlus 1. †Quetzalcoatlus northropi |               | Severní Amerika                  | Jeden z největších ptakoještěrů vůbec, rozpětí křídel až 13 metrů. |               |

### †Sauropoda
| Taxon                                                      | Výskyt | Místo                               | Popis                                                         | Obrázek |
| ---------------------------------------------------------- | ------ | ----------------------------------- | ------------------------------------------------------------- | ------- |
| - †Alamosaurus - †Alamosaurus sanjuanensis                 |        |                                     |                                                               |         |
| - †Antarctosaurus                                          |        | Argentina                           | Obří sauropod.                                                |         |
| - †Argyrosaurus 1. - †Argyrosaurus superbus                |        | Argentina                           | Obří sauropod.                                                |         |
| - †Bruhathkayosaurus                                       |        |                                     | Bruhathkayosaurus může být největším vůbec známým dinosaurem. |         |
| - †Campylodoniscus 1. - †Campylodoniscus ameghinoi         |        |                                     |                                                               |         |
| - †Hypselosaurus 1. - †Hypselosaurus priscus               |        | Grès à Reptiles, Francie; Španělsko | Středně velký sauropod, známý také z fosílií vajec.           |         |
| - †Isisaurus 1. - †Isisaurus colberti                      |        | Indie                               |                                                               |         |
| - †Jainosaurus 1. - †Jainosaurus septentrionalis           |        |                                     |                                                               |         |
| - †Laplatasaurus 1. - †Laplatasaurus araukanicus           |        |                                     |                                                               |         |
| - †Magyarosaurus 1. - †Magyarosaurus dacus                 |        | Rumunsko                            | Malý sauropod, zřejmě ostrovní forma.                         |         |
| - †Opisthocoelicaudia 1. - †Opisthocoelocaudia skarzynskii |        |                                     |                                                               |         |
| - †Saltasaurus 1. - †Saltasaurus loricatus                 |        |                                     |                                                               |         |
| - †Titanosaurus 1. - †Titanosaurus indicus                 |        |                                     |                                                               |         |

### Šupinatí
| Taxon                                                                               | Výskyt | Místo | Popis | Obrázek |
| ----------------------------------------------------------------------------------- | ------ | ----- | ----- | ------- |
| - †Carinodens - †Carinodens belgicus                                                |        |       |       |         |
| - †Globidens                                                                        |        |       |       |         |
| - †Goronyosaurus 1. †Goronyosaurus nigeriensis                                      |        |       |       |         |
| - †Hainosaurus 1. †Hainosaurus bernardi 2. †Hainosaurus gaudryi                     |        |       |       |         |
| - †Halisaurus 1. †Halisaurus platyspondylus                                         |        |       |       |         |
| - †Igdamanosaurus 1. †Igdamanosaurus aegyptiacus                                    |        |       |       |         |
| - †Liodon 1. †Liodon sectorius                                                      |        |       |       |         |
| - †Mosasaurus 1. †Mosasaurus dekayi 2. †Mosasaurus hoffmanni 3. †Mosasaurus mokoroa |        |       |       |         |
| - †Palaeophis                                                                       |        |       |       |         |
| - †Platecarpus 1. †Platecarpus bocagei                                              |        |       |       |         |
| - †Plesiotylosaurus 1. †Plesiotylosaurus crassidens                                 |        |       |       |         |
| - †Plotosaurus 1. †Plotosaurus tuckeri                                              |        |       |       |         |
| - †Pluridens 1. †Pluridens walkeri                                                  |        |       |       |         |
| - †Prognathodon 1. †Prognathodon waiparaensis                                       |        |       |       |         |
| - †Taniwhasaurus 1. †Taniwhasaurus oweni                                            |        |       |       |         |
| - †Tylosaurus                                                                       |        |       |       |         |

### †Teropodi(neptačí)
| Taxon                                                | Výskyt | Místo                                            | Popis | Obrázek |
| ---------------------------------------------------- | ------ | ------------------------------------------------ | ----- | ------- |
| - †Abelisaurus 1. †Abelisaurus comahuensis           |        | Souvrství Allen?, Souvrství Anacleto?, Argentina |       |         |
| - †Adasaurus 1. †Adasaurus mongoliensis              |        | Souvrství Nemegt, Mongolsko                      |       |         |
| - †Albertosaurus 1. †Albertosaurus sarcophagus       |        |                                                  |       |         |
| - †Alioramus 1. †Alioramus remotus                   |        |                                                  |       |         |
| - †Anserimimus 1. †Anserimimus planinychus           |        |                                                  |       |         |
| - †Atrociraptor 1. †Atrociraptor marshalli           |        |                                                  |       |         |
| - †Avimimus 1. †Avimimus portentosus                 |        | Souvrství Nemegt, Mongolsko                      |       |         |
| - †Bagaraatan 1. †Bagaraatan ostromi                 |        |                                                  |       |         |
| - †Bahariasaurus 1. †Bahariasaurus ingens            |        |                                                  |       |         |
| - †Borogovia 1. †Borogovia gracilicrus               |        |                                                  |       |         |
| - †Bradycneme 1. †Bradycneme draculae                |        |                                                  |       |         |
| - †Carnotaurus 1. †Carnotaurus sastrei               |        |                                                  |       |         |
| - †Chirostenotes                                     |        |                                                  |       |         |
| - †Deinocheirus 1. †Deinocheirus mirificus           |        |                                                  |       |         |
| - †Dromaeosaurus                                     |        |                                                  |       |         |
| - †Dromiceiomimus 1. †Dromiceiomimus brevitertius    |        |                                                  |       |         |
| - †Dryptosaurus 1. †Dryptosaurus aquilunguis         |        |                                                  |       |         |
| - †Elmisaurus 1. †Elmisaurus rarus                   |        |                                                  |       |         |
| - †Elopteryx 1. †Elopteryx nopcsai                   |        |                                                  |       |         |
| - †Erliansaurus 1. †Erliansaurus bellamanus          |        |                                                  |       |         |
| - †Euronychodon 1. †Euronychodon portucalensis       |        |                                                  |       |         |
| - †Gallimimus 1. †Gallimimus bullatus                |        |                                                  |       |         |
| - †Heptasteornis 1. †Heptasteornis andrewsi          |        |                                                  |       |         |
| - †Laevisuchus 1. †Laevisuchus indicus               |        |                                                  |       |         |
| - †Majungasaurus 1. †Majungasaurus crenatissimus     |        |                                                  |       |         |
| - †Masiakasaurus 1. †Masiakasaurus knopfleri         |        |                                                  |       |         |
| - †Nanotyrannus 1. †Nanotyrannus lancensis           |        |                                                  |       |         |
| - †Noasaurus 1. †Noasaurus leali                     |        |                                                  |       |         |
| - †Nomingia 1. †Nomingia gobiensis                   |        |                                                  |       |         |
| - †Ornithomimus                                      |        |                                                  |       |         |
| - †Paronychodon 1. †Paronychodon lacustris           |        |                                                  |       |         |
| - †Pyroraptor 1. †Pyroraptor olympius                |        |                                                  |       |         |
| - †Richardoestesia                                   |        |                                                  |       |         |
| - †Saurornitholestes                                 |        |                                                  |       |         |
| - †Struthiomimus 1. †Struthiomimus altus             |        |                                                  |       |         |
| - †Tarbosaurus 1. †Tarbosaurus bataar                |        |                                                  |       |         |
| - †Therizinosaurus 1. †Therizinosaurus cheloniformis |        |                                                  |       |         |
| - †Tochisaurus 1. †Tochisaurus nemegtensis           |        |                                                  |       |         |
| - †Troodon 1. †Troodon formosus                      |        |                                                  |       |         |
| - †Tyrannosaurus 1. †Tyrannosaurus rex               |        |                                                  |       |         |
| - †Variraptor 1. †Variraptor mechinorum              |        |                                                  |       |         |

### Želvy
| Želvy                                             | Želvy  | Želvy | Želvy | Želvy   |
| Taxon                                             | Výskyt | Místo | Popis | Obrázek |
| ------------------------------------------------- | ------ | ----- | ----- | ------- |
| - †Dollochelys                                    |        |       |       |         |
| - †Peritresius                                    |        |       |       |         |
| - †Pneumatoarthrus 1. - †Pneumatoarthrus peloreus |        |       |       |         |

## Rostliny
- Metasequoia